# マトリシン
マトリシン（matricin）は、カモミール（Matricaria recutita）の花に最大0.15%含まれる無色の結晶性物質である。1957年に初めて単離された。

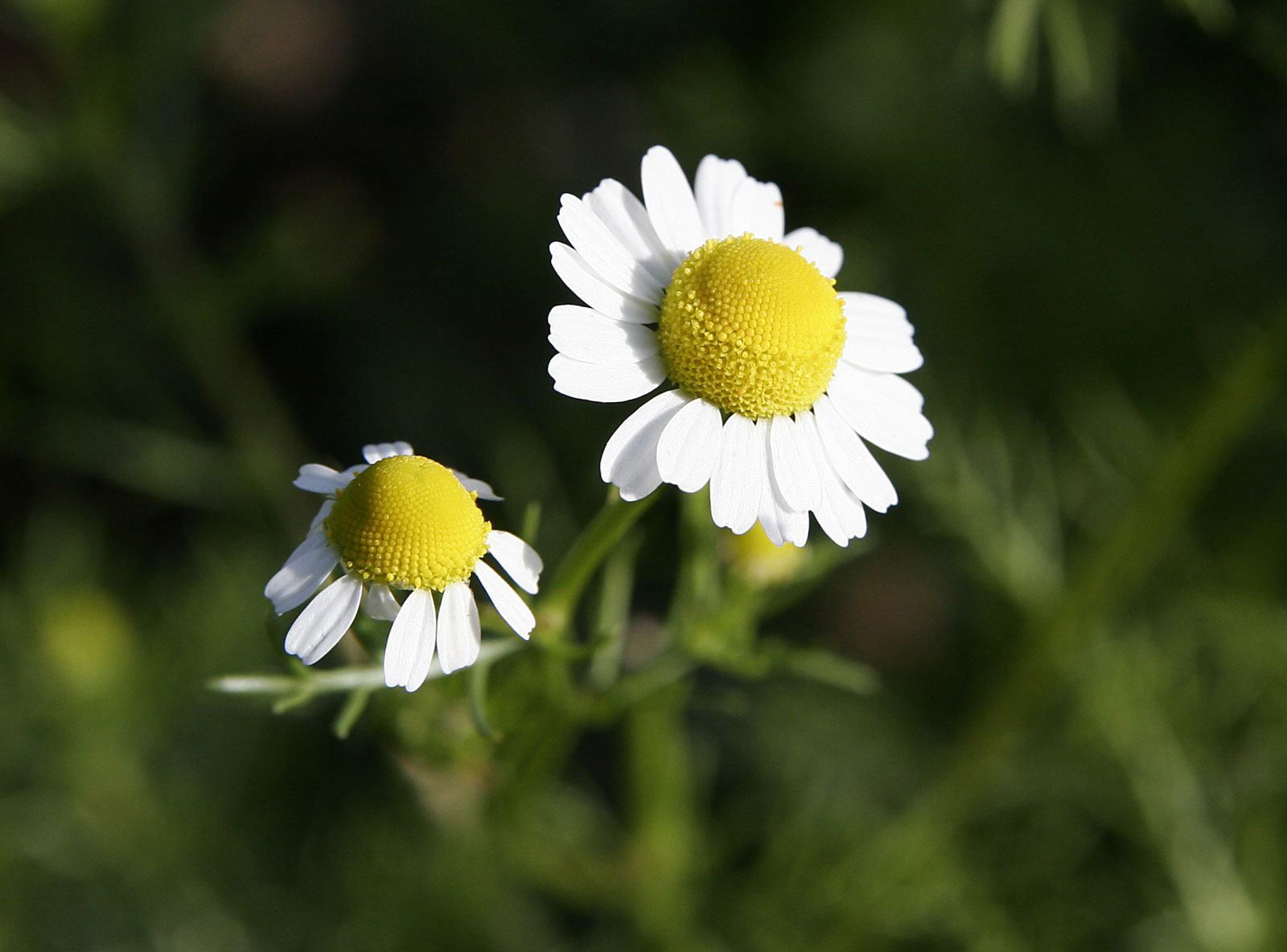
カモミールの花序はマトリシンを含む。

セスキテルペンラクトンとしての推定構造は1982年にNMR測定によって確認された。マトリシンは、水蒸気蒸留によって酢酸や水、二酸化炭素を失うとカマズレンとなり、抗炎症作用を示す。

## カマズレンの生成
水蒸気蒸留の間、マトリシン (1) は、まず酢酸と水を失い、カマズレン酢酸 (2) となる。さらに加熱すると脱炭酸によりカマズレン (3) が生成する。

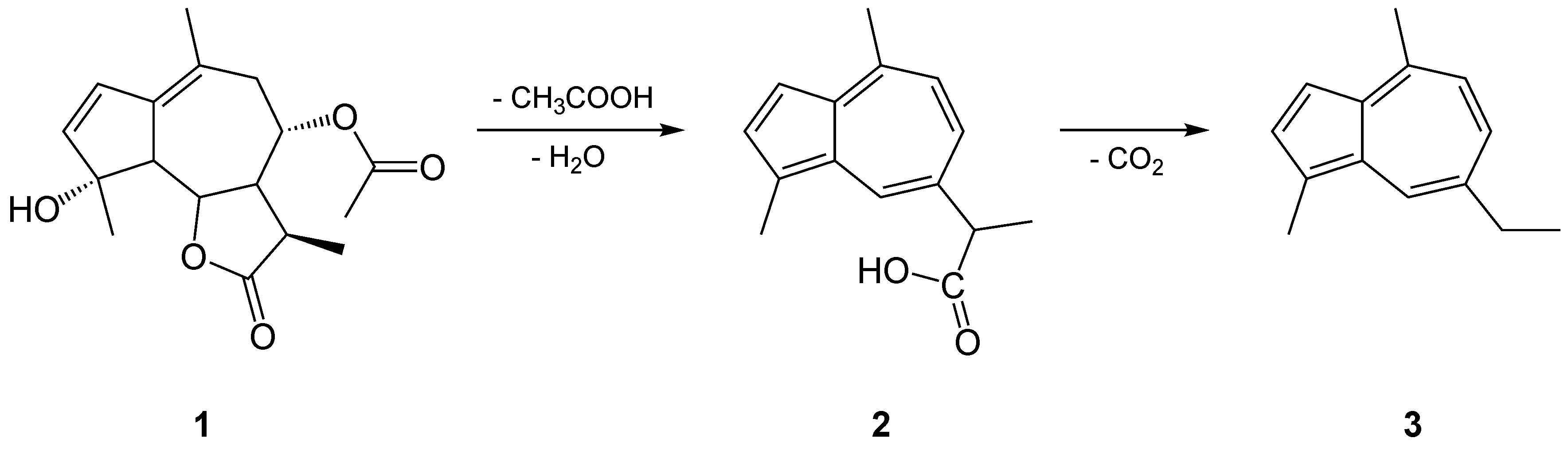
マトリシンからのカマズレンの調製

出発物質のマトリシンは無色であるが、カマズレン酢酸および最終生成物のカマズレンは濃い青紫色である。